# Ataque contra a Universidade de Garissa
Em 2 de abril de 2015, homens armados invadiram a Universidade de Garissa, no Quênia, matando pelo menos 148 pessoas. Os terroristas afirmaram serem membros do grupo militante Al-Shabaab e que atacaram a instituição pois ela estava em território muçulmano colonizado por não-muçulmanos. Os militantes tomaram vários alunos como reféns, libertando os muçulmanos, mas retendo os cristãos.

## Ataque
O ataque começou às 5h30min hora local, provocando um tiroteio entre os jihadistas e os policiais e guardas da universidade. Dois guardas foram mortos na entrada. Os atiradores foram para o bloco de administração e, posteriormente, às salas de aula antes de entrar nos dormitórios. 20 estudantes foram resgatados por soldados. O sobrevivente Collins Wetangula, membro do grêmio estudantil, descreveu a presença de pelo menos cinco homens armados mascarados. "Se você fosse cristão, era alvejado ali mesmo. A cada disparo eu achava que iria morrer", afirmou Wetangula. Michael Bwana, um outro estudante que fugiu, disse que "a maioria das pessoas ainda lá dentro são meninas", em referência ao dormitório estudantil, onde se acredita que os terroristas estejam escondidos. Um extremista suspeito foi preso quando fugia da área.
Policiais e militares cercaram e isolaram a universidade para expulsar os jihadistas, sendo que autoridades do governo relataram que três em cada quatro dormitórios tinham sido evacuados. Graça Kai, um estudante de uma universidade próxima, disse que "estranhos haviam sido localizados na cidade de Garissa e eram suspeitos de serem terroristas", em seguida, "na segunda-feira [30 de março de 2015] a nossa principal faculdade nos disse ... que estranhos haviam sido localizados". Na terça-feira a faculdade fechou e mandou seus alunos para casa, mas a universidade permaneceu aberta e foi atacada.
Os pistoleiros foram associados com o Al-Shabaab, um grupo militante baseado na Somália, que tem ligações com a Al-Qaeda. Suas motivações declaradas por ter lançado o ataque foram que a faculdade era "terra muçulmana colonizada por não-muçulmanos". A porta-voz da Al-Shabaab indicou que a missão do ataque era matar aqueles que eram contra o grupo e afirmou que os insurgentes haviam libertado todos os muçulmanos, mantendo os cristãos como reféns. As forças quenianas e outras agências de segurança de Garissa foram mobilizadas. O governo queniano afirma que Mohamed Mohamud Kuno, conhecido como "Dulyadin", é o cérebro por trás do ataque. Kuno foi professor da Universidade de Garissa.